# Canne infuocate
Canne infuocate (Shotgun) è un film del 1955 diretto da Lesley Selander. È un western statunitense con Sterling Hayden e Yvonne De Carlo.

## Produzione
Il film, diretto da Lesley Selander su una sceneggiatura di Clarke Reynolds e Rory Calhoun e, per alcuni dialoghi addizionali, di John C. Champion, fu prodotto dallo stesso Champion per la Allied Artists Pictures (tramite la Commander Films) e girato a Sedona, Arizona, e in California da metà agosto ai primi di settembre del 1954.

## Distribuzione
Il film fu distribuito con il titolo Shotgun negli Stati Uniti dal 24 aprile 1955 al cinema dalla Allied Artists Pictures.
Altre distribuzioni:
- in Giappone il 27 giugno 1955
- in Danimarca il 27 febbraio 1956
- in Germania Ovest il 15 giugno 1956 (Ritt in die Hölle)
- in Portogallo il 25 luglio 1956 (O Vingador)
- in Svezia il 6 agosto 1956 (Duell till döds)
- in Austria nel dicembre del 1956 (Ritt in die Hölle)
- in Spagna il 24 dicembre 1956 (Madrid)
- in Francia il 4 gennaio 1957 (Amour, fleur sauvage)
- in Belgio (Son dernier combat)
- in Belgio (Zijn laatste gevecht)
- in Brasile (Escreveu Seu Nome a Bala)
- in Spagna (La pradera sangrienta)
- in Finlandia (Koston ase)
- in Grecia (Gia na skotosis, hreiazetai tharros)
- in Grecia (O cow boy kai i amartoli)
- in Italia (Canne infuocate)

## Promozione
Tra le tagline:
- There was always open season on women like ABBY!
- The West Still Rings With The Legend Of The Shotgun Avenger!